# Криворожский колледж торговли и гостинично-ресторанного бизнеса
Криворожский колледж торговли и гостинично-ресторанного бизнеса — среднее специальное учебное заведение, профессиональный колледж в городе Кривой Рог.

## История
В 1963 году открылся Криворожский техникум советской торговли. В ноябре 1963 года открылся Криворожский технологический техникум.
В 1966 году Криворожский технологический техникум переименован в Криворожский техникум общественного питания.
В 1980 году начато строительство учебного комплекса по улице Курчатова 13 (ныне улица Виктора Оцерклевича), который введён в эксплуатацию в декабре 1983 года.
В 1985 году Криворожский техникум общественного питания и Криворожский техникум советской торговли объединены в Криворожский техникум советской торговли.
В 1991 году Криворожский техникум советской торговли переименован в Криворожский коммерческий техникум.
В 1993 году Криворожский коммерческий техникум подчинён Министерству образования Украины.
В 2000 году Криворожский коммерческий техникум переименован в Криворожский государственный коммерческо-экономический техникум.
В 2021 году Криворожский государственный коммерческо-экономический техникум переименован в Криворожский профессиональный колледж торговли и гостинично-ресторанного бизнеса.

## Характеристика
На 1969 год в Криворожском техникуме советской торговли обучалось 1300 студентов.
На 1969 год в Криворожском техникуме советской торговли были дневное, вечернее и заочное отделения, обучалось 1800 студентов.